# Aleksandr Kut'in
Aleksandr Stanislavovič Kut'in (in russo Александр Станиславович Кутьин?, traslitterazione anglosassone: Aleksandr Stanislavovich Kutyin; Elec, 13 febbraio 1986) è un ex calciatore russo, di ruolo attaccante.

## Carriera
È stato capocannoniere della PFN Ligi nella stagione 2013-2014 e della Pervenstvo Professional'noj Futbol'noj Ligi nella stagione 2012-2013.

## Palmarès

### Individuale
- Capocannoniere della Pervenstvo Futbol'noj Nacional'noj Ligi: 1

2013-2014 (19 reti)